# 리턴 투 파라다이스
《리턴 투 파라다이스》(영어: Return to Paradise)는 미국에서 제작된 조지프 루빈 감독의 1998년 스릴러 드라마 영화이다. 빈스 본, 앤 헤이치, 호아킨 피닉스 등이 출연하였고, 스티브 골린 등이 제작에 참여하였다.

## 출연진
- 빈스 본
- 앤 헤이치
- 호아킨 피닉스
- 데이비드 콘래드
- 비라 파미가
- 닉 샌다우
- 제이다 핑킷 스미스
- 레이먼드 J. 배리
- 조엘 데라프웬테이
- 데이비드 제이어스

## 기타 제작진
- 총괄 제작: 데이비드 아널드, 에즈라 스워들로
- 배역: 캐슬린 쇼팬
- 미술: 빌 그룸
- 의상: 줄리엣 폴크사